# Euskal Bizikleta 2002
La Euskal Bizikleta 2002, trentatreesima edizione della corsa, si svolse in cinque tappe dal 5 al 9 giugno 2002, per un percorso totale di 753,1 km. Fu vinta dallo spagnolo Mikel Zarrabeitia che terminò in 19h44'33". La gara era classificata di categoria 2.1.

## Tappe
| Tappa  | Data     | Percorso                     | km    | Vincitore di tappa          | Leader cl. generale |
| ------ | -------- | ---------------------------- | ----- | --------------------------- | ------------------- |
| 1ª     | 5 giugno | Villabona > Usurbil          | 160,3 | Pedro Horrillo              | Pedro Horrillo      |
| 2ª     | 6 giugno | Usurbil > Zeanuri            | 171,5 | Serhij Ušakov               | Mikel Zarrabeitia   |
| 3ª     | 7 giugno | Zeanuri > Agurain            | 185,3 | Miguel Á. Martín Perdiguero | Mikel Zarrabeitia   |
| 4ª-1ª  | 8 giugno | Agurain > Mendaro            | 93,7  | David Etxebarria            | Mikel Zarrabeitia   |
| 4ª-2ª  | 8 giugno | Mendaro > Mendaro (cr. ind.) | 21,3  | Mikel Zarrabeitia           | Mikel Zarrabeitia   |
| 5ª     | 9 giugno | Iurreta > Arrate (Eibar)     | 148   | Joseba Beloki               | Mikel Zarrabeitia   |
| Totale | Totale   | Totale                       | 776   |                             |                     |

## Squadre e corridori partecipanti
Le 17 squadre partecipanti alla gara furono:
| N.    | Cod. | Squadra                          |
| ----- | ---- | -------------------------------- |
| 1-8   | PHO  | Phonak Hearing Systems           |
| 11-17 | MAP  | Mapei-Quick Step                 |
| 21-28 | BAN  | iBanesto.com                     |
| 31-38 | ONC  | ONCE-Eroski                      |
| 41-48 | KEL  | Kelme-Costa Blanca               |
| 51-58 | LAM  | Lampre-Daikin                    |
| 61-68 | EUS  | Euskaltel-Euskadi                |
| 71-77 | ALS  | Alessio                          |
| 81-88 | COF  | Cofidis, le Crédit par Téléphone |

| N.      | Cod. | Squadra                      |
| ------- | ---- | ---------------------------- |
| 91-98   | REL  | Relax-Fuenlabrada            |
| 101-108 | MER  | Mercatone Uno                |
| 111-118 | MIL  | Milaneza-MSS                 |
| 121-128 | JAZ  | Jazztel-Costa de Almería     |
| 131-138 | FDJ  | Française des Jeux           |
| 141-148 | ACQ  | Acqua & Sapone-Cantina Tollo |
| 151-158 | CCC  | CCC-Polsat                   |
| 161-168 | NAR  | De Nardi-Pasta Montegrappa   |

## Dettagli delle tappe

### 1ª tappa
- 5 giugno: Villabona > Usurbil – 160,3 km

Risultati
| Pos. | Corridore              | Squadra      | Tempo    |
| ---- | ---------------------- | ------------ | -------- |
| 1    | Pedro Horrillo         | Mapei        | 4h06'49" |
| 2    | Iñigo Landaluze        | Euskaltel    | s.t.     |
| 3    | M.Á. Martín Perdiguero | Acqua & Sap. | s.t.     |

| Pos. | Corridore              | Squadra      | Tempo    |
| ---- | ---------------------- | ------------ | -------- |
| 1    | Pedro Horrillo         | Mapei        | 4h06'49" |
| 2    | Iñigo Landaluze        | Euskaltel    | s.t.     |
| 3    | M.Á. Martín Perdiguero | Acqua & Sap. | s.t.     |

### 2ª tappa
- 6 giugno: Usurbil > Zeanuri – 171,5 km

Risultati
| Pos. | Corridore         | Squadra      | Tempo    |
| ---- | ----------------- | ------------ | -------- |
| 1    | Serhij Ušakov     | CCC-Polsat   | 4h31'08" |
| 2    | Mikel Zarrabeitia | ONCE-Eroski  | s.t.     |
| 3    | Kyrylo Pospjejev  | Acqua & Sap. | a 4"     |

| Pos. | Corridore         | Squadra      | Tempo    |
| ---- | ----------------- | ------------ | -------- |
| 1    | Mikel Zarrabeitia | ONCE-Eroski  | 8h37'57" |
| 2    | Kyrylo Pospjejev  | Acqua & Sap. | a 4"     |
| 3    | José Javier Gomez | Kelme        | a 9"     |

### 3ª tappa
- 7 giugno: Zeanuri > Agurain – 185,3 km

Risultati
| Pos. | Corridore              | Squadra      | Tempo    |
| ---- | ---------------------- | ------------ | -------- |
| 1    | M.Á. Martín Perdiguero | Acqua & Sap. | 4h31'08" |
| 2    | David Etxebarria       | Euskaltel    | s.t.     |
| 3    | Martin Elmiger         | Phonak       | s.t.     |

| Pos. | Corridore         | Squadra      | Tempo     |
| ---- | ----------------- | ------------ | --------- |
| 1    | Mikel Zarrabeitia | ONCE-Eroski  | 13h14'03" |
| 2    | Kyrylo Pospjejev  | Acqua & Sap. | a 4"      |
| 3    | José Javier Gomez | Kelme        | a 9"      |

### 4ª tappa/1ª semitappa
- 8 giugno: Agurain > Mendaro – 93,7 km

Risultati
| Pos. | Corridore         | Squadra       | Tempo    |
| ---- | ----------------- | ------------- | -------- |
| 1    | David Etxebarria  | Euskaltel     | 2h00'03" |
| 2    | Mikel Zarrabeitia | ONCE-Eroski   | a 1"     |
| 3    | Mariano Piccoli   | Lampre-Daikin | a 2"     |

| Pos. | Corridore         | Squadra      | Tempo     |
| ---- | ----------------- | ------------ | --------- |
| 1    | Mikel Zarrabeitia | ONCE-Eroski  | 13h14'03" |
| 2    | Kyrylo Pospjejev  | Acqua & Sap. | a 4"      |
| 3    | José Javier Gomez | Kelme        | a 9"      |

### 4ª tappa/2ª semitappa
- 8 giugno: Mendaro > Mendaro – Cronometro individuale – 21,3 km

Risultati
| Pos. | Corridore         | Squadra       | Tempo  |
| ---- | ----------------- | ------------- | ------ |
| 1    | Mikel Zarrabeitia | ONCE-Eroski   | 29'37" |
| 2    | Raimondas Rumšas  | Lampre-Daikin | a 11"  |
| 3    | Mikel Pradera     | ONCE-Eroski   | a 26"  |

| Pos. | Corridore         | Squadra       | Tempo     |
| ---- | ----------------- | ------------- | --------- |
| 1    | Mikel Zarrabeitia | ONCE-Eroski   | 15h43'44" |
| 2    | Raimondas Rumšas  | Lampre-Daikin | a 27"     |
| 3    | José Azevedo      | ONCE-Eroski   | a 49"     |

### 5ª tappa
- 9 giugno: Iurreta > Arrate (Eibar) – 148 km

Risultati
| Pos. | Corridore        | Squadra       | Tempo    |
| ---- | ---------------- | ------------- | -------- |
| 1    | Joseba Beloki    | ONCE-Eroski   | 3h59'08" |
| 2    | Santiago Blanco  | iBanesto.com  | a 1'13"  |
| 3    | Raimondas Rumšas | Lampre-Daikin | a 1'25"  |

| Pos. | Corridore         | Squadra       | Tempo     |
| ---- | ----------------- | ------------- | --------- |
| 1    | Mikel Zarrabeitia | ONCE-Eroski   | 19h44'33" |
| 2    | Raimondas Rumšas  | Lampre-Daikin | a 11"     |
| 3    | José Azevedo      | ONCE-Eroski   | a 49"     |

## Evoluzione delle classifiche
| Tappa              | Vincitore                   | Classifica generale | Classifica a punti          | Classifica scalatori        | Classifica mete volanti | Classifica a squadre       |
| ------------------ | --------------------------- | ------------------- | --------------------------- | --------------------------- | ----------------------- | -------------------------- |
| 1ª                 | Pedro Horrillo              | Pedro Horrillo      | Pedro Horrillo              | Aleksandr Kolobnev          | Iñaki Isasi             | De Nardi-Pasta Montegrappa |
| 2ª                 | Serhij Ušakov               | Mikel Zarrabeitia   | Pedro Horrillo              | Kyrylo Pospjejev            | Iñaki Isasi             | ONCE-Eroski                |
| 3ª                 | Miguel Á. Martín Perdiguero | Mikel Zarrabeitia   | Miguel Á. Martín Perdiguero | Constantino Zaballa         | Mariano Piccoli         | ONCE-Eroski                |
| 4ª-1ª              | David Etxebarria            | Mikel Zarrabeitia   | David Etxebarria            | Constantino Zaballa         | Mariano Piccoli         | ONCE-Eroski                |
| 4ª-2ª              | (Mikel Zarrabeitia          | Mikel Zarrabeitia   | Mikel Zarrabeitia           | Constantino Zaballa         | Mariano Piccoli         | ONCE-Eroski                |
| 5ª                 | Joseba Beloki               | Mikel Zarrabeitia   | Mikel Zarrabeitia           | Miguel Á. Martín Perdiguero | Mariano Piccoli         | ONCE-Eroski                |
| Classifiche finali | Classifiche finali          | Mikel Zarrabeitia   | Mikel Zarrabeitia           | Miguel Á. Martín Perdiguero | Mariano Piccoli         | ONCE-Eroski                |

## Classifiche finali

### Classifica generale
| Pos. | Corridore         | Squadra       | Tempo     |
| ---- | ----------------- | ------------- | --------- |
| 1    | Mikel Zarrabeitia | ONCE-Eroski   | 19h44'33" |
| 2    | Raimondas Rumšas  | Lampre-Daikin | a 11"     |
| 3    | José Azevedo      | ONCE-Eroski   | a 49"     |
| 4    | Marcos Serrano    | ONCE-Eroski   | a 1'03"   |
| 5    | David Etxebarria  | Euskaltel     | a 1'44"   |
| 6    | Daniel Atienza    | Cofidis       | a 1'47"   |
| 7    | Nicolas Fritsch   | F. des Jeux   | a 2'03"   |
| 8    | Joseba Beloki     | ONCE-Eroski   | a 2'10"   |
| 9    | Dmitrj Fofonov    | Cofidis       | a 2'24"   |
| 10   | Iker Camaño       | Phonak        | a 2'35"   |

### Classifica a punti
| Pos. | Corridore              | Squadra       | Punti |
| ---- | ---------------------- | ------------- | ----- |
| 1    | Mikel Zarrabeitia      | ONCE-Eroski   | 74    |
| 2    | David Etxebarria       | Euskaltel     | 68    |
| 3    | M.Á. Martín Perdiguero | Acqua & Sap.  | 53    |
| 4    | Martin Elmiger         | Phonak        | 51    |
| 5    | Raimondas Rumšas       | Lampre-Daikin | 45    |

### Classifica scalatori
| Pos. | Corridore              | Squadra      | Punti |
| ---- | ---------------------- | ------------ | ----- |
| 1    | M.Á. Martín Perdiguero | Acqua & Sap. | 29    |
| 2    | Joseba Beloki          | ONCE-Eroski  | 25    |
| 3    | Constantino Zaballa    | Kelme        | 25    |
| 4    | Kyrylo Pospjejev       | Acqua & Sap. | 16    |
| 5    | Mikel Zarrabeitia      | ONCE-Eroski  | 16    |

### Classifica mete volanti
| Pos. | Corridore       | Squadra       | Punti |
| ---- | --------------- | ------------- | ----- |
| 1    | Mariano Piccoli | Lampre-Daikin | 10    |
| 2    | Iñaki Isasi     | Euskaltel     | 6     |
| 3    | Joseba Beloki   | ONCE-Eroski   | 3     |
| 4    | Jorge Capitán   | Relax         | 3     |
| 5    | José Azevedo    | ONCE-Eroski   | 2     |

### Classifica squadre
| Pos. | Squadra                          | Tempo     |
| ---- | -------------------------------- | --------- |
| 1    | ONCE-Eroski                      | 59h13'29" |
| 2    | Cofidis, le Crédit par Téléphone | a 6'39"   |
| 3    | iBanesto.com                     | a 7'36"   |
| 4    | Acqua & Sapone-Cantina Tollo     | a 9'10"   |
| 5    | Phonak Hearing Systems           | s.t.      |